# 주종혁 (1983년)
주종혁(1983년 10월 19일 ~ ), 또는 이전 예명 라이언(Ryan)은 대한민국의 배우, 가수이다. 파란의 멤버로 활동하였으며, 군 제대 후 본명을 사용하며 배우로 활동하고 있다.

## 학력
- 과천고등학교 졸업
- 중앙대학교 연극학과 졸업
- 중앙대학교 예술대학원 연극학 석사과정 재학

## 출연 작품

### 드라마
- 2005년 MBC 청춘시트콤 《레인보우 로망스》 - 종혁 역
- 2006년 엠넷 힙합드라마 《브레이크》
- 2007년 KBS2 월화드라마 《헬로! 애기씨》 - 이준영 역
- 2007년 KBS2 월화드라마 《아이 엠 샘》 - 지선후 역
- 2008년 KBS2 《드라마시티 - 네 고객의 여자를 탐하지 마라》
- 2014년 SBS 《달려라 장미》 - 오승완 역
- 2015년 KBS2 수목드라마 《착하지 않은 여자들》 - 정마리 역 (특별출연)
- 2018년 KBSW 《당찬 우리동네》 - 우수기 역
- 2020년 채널A 《유별나! 문셰프》 - 최건우 역
- 2021년 KBS1 《구미호 레시피》 - 정승환 역
- 2021년 KBS1 《속아도 꿈결》 - 현시운 역

### 예능
- 2017년 MBC 《미스터리 음악쇼 복면가왕》 - 시금치 먹고 파워업 뽀빠이

### 뮤지컬
- 《즐거운 인생》 (2008-2009) - 세기 역
- 《톡식히어로》 (2010) - 멜빈/톡시 역
- 《금발이 너무해》 (2010-2011) - 에밋 역
- 《사랑은 비를 타고》 (2011) - 동생 동현 역
- 《빈센트 반고흐》 (2013-2014) - 빈센트 반 고흐 역
- 《비스티보이즈》 (2014) - 김주노 역
- 《아가사》 (2015) - 레이몬드 역
- 《데스트랩》 (2015) - 클리포드 앤더슨 역
- 《머더 발라드》 (2015) - 탐 역
- 《비스티》 (2016) - 김주노 역
- 《유럽 블로그》 (2016) - 동욱 역
- 《비스티》 (2017) - 김주노 역
- 《시라노》 (2017) - 드기슈 역
- 《컨설턴트》 (2018) - J 역
- 《6시퇴근》 (2018-2019) - 장보고 역
- 《정글라이프》 (2019-2020) - 오레오 역